# Франсиско Сиутат де Мигел
Франсиско Сиутат де Мигел (на испански: Francisco Ciutat de Miguel) е испански полковник от Гражданската война в Испания.

## Биография
Участва в битката при Сантандер по време на Испанската гражданска война през лятото на 1937 г. като началник на операциите на армията на Севера.
След края на Гражданската война Мигел бяга в Съветския съюз, където постъпва в академията Ворошилов и се жени за София Кокина. По-късно участва като чуждестранен военен съветник на кубинската армия по време на инвазията в Залива на прасетата. Също така помага на алжирската армия срещу Мароко по време на Пясъчната война и участва във войната във Виетнам.
По-късно се завръща в Испания през 1977 г. след смъртта на Франсиско Франко.